# Premio Martín Fierro de Oro
El Premio Martín Fierro de Oro es otorgado anualmente por la Asociación de Periodistas de la Televisión y la Radiofonía Argentinas (APTRA). Es concedido honoríficamente a una figura de Argentina con destacada trayectoria artística o bien a una reciente producción audiovisual, también local, de excelente calidad. APTRA describe al galardón como «el mejor entre los mejores».
Fue implementado en la vigesimosegunda edición de los Premios Martín Fierro celebrada en 1992. Se otorga en un contexto especial, distinto al de los demás, que son distribuidos en categorías. 
Otro premio de similar prestigio, el Martín Fierro de Platino, es dado por elección pública a alguno de los ganadores anteriores de la estatuilla de oro.
El programa de televisión Fax fue el primero en obtener la estatuilla, y hasta septiembre de 2024, el noticiero Telefe noticias es el más reciente ganador.

## Galardonados
En la siguiente tabla, los años están listados según cada ceremonia realizada por APTRA y corresponden al año en que las producciones de radio y televisión fueron emitidas; las entregas de los Premios Martín Fierro siempre se llevan a cabo al año siguiente. Las ceremonias no tienen nominados para el Oro, sino que este se anuncia al final, una vez que se hayan entregado todos los premios. 
El galardón puede consistir en premiar al mejor programa de televisión, radio o medios digitales, o reconocer la labor de una persona, conductor, periodista, actor, etc.
| Producción | Imagen | Ganador                        | Género u oficio           | Protagonizado o conducido por                                                                                            | Canal, radio                 | Referencia |
| ---------- | ------ | ------------------------------ | ------------------------- | --- | ---------------------------- | ---------- |
| 1991       |        | Fax                            | Periodístico, humor       | Nicolás Repetto, María Laura Santillán, Pichuqui Mendizábal y Pablo Codevilla                                            | El Trece                     | [ 3 ]      |
| 1992       |        | Almorzando con Mirtha Legrand  | Interés General Talk Show | Mirtha Legrand | Canal 9                      | [ 4 ]      |
| 1993       |        | Magdalena Tempranísimo         | Programa de radio         | Magdalena Ruiz Guiñazú                                                                                                   | Radio Mitre                  | [ 4 ]      |
| 1994       |        | Antonio Gasalla                | Actor, humorista          | Antonio Gasalla | El Trece                     | [ 4 ]      |
| 1995       |        | Susana Giménez                 | Conductora, actriz        | Susana Giménez | Telefe                       | [ 5 ]      |
| 1996       |        | Santo Biasatti                 | Conductor, periodista     | Santo Biasatti | Radio Rivadavia              | [ 6 ]      |
| 1997       |        | Marcelo Tinelli                | Conductor                 | Marcelo Tinelli | Telefe                       | [ 7 ]      |
| 1998       |        | Fútbol de primera              | Deportivo                 | Enrique Macaya Márquez                                                                                                   | El Trece                     | [ 8 ]      |
| 1999       |        | Nicolás Repetto                | Conductor                 | Nicolás Repetto | Telefe                       |            |
| 2000       |        | Telenoche                      | Noticiero                 | Mónica Cahen D'Anvers y César Mascetti                                                                                   | El Trece                     | [ 9 ]      |
| 2001       |        | Culpables                      | Unitario                  | Mercedes Morán, Diego Peretti, Alfredo Casero, Gabriela Toscano, Fernán Mirás, Soledad Villamil y Susú Pecoraro          | El Trece                     | [ 10 ]     |
| 2002       |        | Los simuladores                | Unitario                  | Federico D'Elía, Alejandro Fiore, Diego Peretti y Martín Seefeld                                                         | Telefe                       | [ 11 ]     |
| 2003       |        | Resistiré                      | Telenovela                | Pablo Echarri, Celeste Cid, Carolina Fal y Fabián Vena                                                                   | Telefe                       | [ 12 ]     |
| 2004       |        | Padre coraje                   | Telenovela                | Facundo Arana, Nancy Duplaá, Carina Zampini, Leonor Benedetto, Nora Cárpena y Raúl Rizzo                                 | El Trece                     | [ 13 ]     |
| 2005       |        | Mujeres asesinas               | Serie de antología        | Elenco rotativo | El Trece                     | [ 14 ]     |
| 2006       |        | Montecristo                    | Telenovela                | Pablo Echarri, Paola Krum, Joaquín Furriel y Viviana Saccone                                                             | Telefe                       | [ 15 ]     |
| 2007       |        | Lalola                         | Telecomedia               | Carla Peterson y Luciano Castro                                                                                          | América                      | [ 16 ]     |
| 2008       |        | Vidas robadas                  | Telenovela                | Facundo Arana, Soledad Silveyra, Juan Gil Navarro, Mónica Antonópulos, Virginia Innocenti, Romina Ricci y Jorge Marrale  | Telefe                       | [ 17 ]     |
| 2009       |        | Tratame bien                   | Unitario                  | Julio Chávez, Cecilia Roth, Cristina Banegas, María Onetto, Guillermo Arengo, Martín Slipak, María Alché y Norman Briski | El Trece                     | [ 18 ]     |
| 2010       |        | Para vestir santos             | Unitario                  | Gabriela Toscano, Celeste Cid y Griselda Siciliani                                                                       | El Trece                     | [ 19 ]     |
| 2011       |        | El puntero                     | Unitario                  | Julio Chávez, Gabriela Toscano, Luis Luque y Rodrigo De La Serna                                                         | El Trece                     | [ 20 ]     |
| 2012       |        | Graduados                      | Telecomedia               | Nancy Dupláa, Daniel Hendler, Luciano Cáceres, Julieta Ortega e Isabel Macedo                                            | Telefe                       | [ 21 ]     |
| 2013       |        | Farsantes                      | Telenovela                | Julio Chávez, Facundo Arana, Griselda Siciliani, Benjamín Vicuña y Alfredo Casero                                        | El Trece                     | [ 22 ]     |
| 2014       |        | Guapas                         | Telenovela                | Mercedes Morán, Carla Peterson, Florencia Bertotti, Isabel Macedo y Araceli González                                     | El Trece                     | [ 23 ]     |
| 2015 (TV)  |        | Jorge Lanata                   | Conductor, periodista     | Jorge Lanata | El Trece                     |            |
| 2015 (R)   |        | Cada mañana                    | Programa de radio         | Marcelo Longobardi | Radio Mitre                  |            |
| 2016 (TV)  |        | El marginal                    | Unitario                  | Juan Minujín, Gerardo Romano, Martina Gusmán, Claudio Rissi y Nicolás Furtado                                            | Televisión Pública Argentina |            |
| 2016 (R)   |        | Novaresio 910                  | Programa de radio         | Luis Novaresio | Radio La Red                 |            |
| 2017 (TV)  |        | Un gallo para Esculapio        | Unitario                  | Luis Brandoni, Peter Lanzani, Luis Luque, Julieta Ortega, Ariel Staltari y Eleonora Wexler                               | Telefe                       |            |
| 2017 (R)   |        | Perros de la calle             | Programa de radio         | Andy Kusnetzoff | Radio Metro                  |            |
| 2017 (D)   |        | Daniel Hadad                   | Visión Digital            | Daniel Hadad | -                            |            |
| 2018 (TV)  |        | 100 días para enamorarse       | Telecomedia               | Carla Peterson, Nancy Dupláa, Luciano Castro y Juan Minujín                                                              | Telefe                       |            |
| 2018 (R)   |        | Elizabeth Vernaci              | Conductora, locutora      | Elizabeth Vernaci | Radio Pop                    |            |
| 2018 (D)   |        | Mirko Wiebe                    | Rey de redes              | Mirko Wiebe | -                            |            |
| 2019 (R)   |        | Guido Kaczka                   | Conductor                 | Guido Kaczka | La 100                       |            |
| 2020 (R)   |        | La Venganza Será Terrible      | Conductor                 | Alejandro Dolina | —                            | [ 24 ]     |
| 2021 (R)   |        | Lalo Mir                       | Conductor                 | Lalo Mir | —                            |            |
| 2021 (TV)  |        | MasterChef Celebrity Argentina | Reality                   | Santiago Del Moro, Donato de Santis, Damían Betular, Germán Martitegui, Dolly Irigoyen                                   | Telefe                       |            |
| 2022 (TV)  |        | Gran Hermano                   | Reality                   | Santiago del Moro | Telefe                       | [ 25 ]     |
| 2023 (TV)  |        | Telefe noticias                | Noticiero                 | Cristina Pérez - Rodolfo Barili                                                                                          | Telefe                       | [ 26 ]     |

## Emisoras con más obtenciones
| Canal/Radio                  | Premios |
| ---------------------------- | ------- |
| Telefe                       | 13      |
| El Trece                     | 13      |
| Radio Mitre                  | 2       |
| Canal 9                      | 1       |
| América TV                   | 1       |
| Televisión Pública Argentina | 1       |
| Radio La Red                 | 1       |
| Radio Rivadavia              | 1       |
| Radio Metro                  | 1       |
| Radio Pop                    | 1       |